# Kim Lip (сингл)
Kim Lip — шестой сингл-альбом южнокорейской гёрл-группы LOOΠΔ шестой представленой участницы Ким Лип, и шестая часть пре-дебютного проекта группы. Сингл был выпущен компанией Blockberry Creative 23 мая 2017 года. Альбом состоит из двух сольных треков, «Eclipse» и «Twilight».

## Выпуск и продвижение
15 мая была представлена Ким Лип, шестая участница LOOΠΔ. Сингл-альбом Ким Лип был описан как «новый взгляд на вселенную LOOΠΔ».
23 мая был выпущен клип на заглавную песню «Eclipse». 28 мая была выпущена танцевальная версия клипа. Видео были сняты в Кимчхоне.
4 июня в Сеуле прошёл первый фансайн Ким Лип.

## Список композиций
| №                   | Название            | Текст песни                        | Музыка                                                      | Аранжировка                       | Длительность |
| ------------------- | ------------------- | ---------------------------------- | ----------------------------------------------------------- | --------------------------------- | ------------ |
| 1.                  | «Eclipse»           | Park Jiyeon, Hwang Hyun (MonoTree) | Daniel Obi Klein, Charli Taft                               | Daniel Obi Klein for DEEKAY Music | 3:50         |
| 2.                  | «Twilight»          | Lee Jieun, Kim Taeseong            | Cha Cha Malone, Kim Taeseong, Song Jieun (участница Secret) | Cha Cha Malone                    | 3:07         |
| Общая длительность: | Общая длительность: | Общая длительность:                | Общая длительность:                                         | Общая длительность:               | 6:57         |

## Чарты
| Чарт                                 | Высшая позиция | Продажи       |
| ------------------------------------ | -------------- | ------------- |
| Южная Корея Gaon Weekly Album Chart  | 14             | - KOR: 1,677+ |
| Южная Корея Gaon Monthly Album Chart | 51             | - KOR: 1,677+ |